# Porcellana Kakiemon

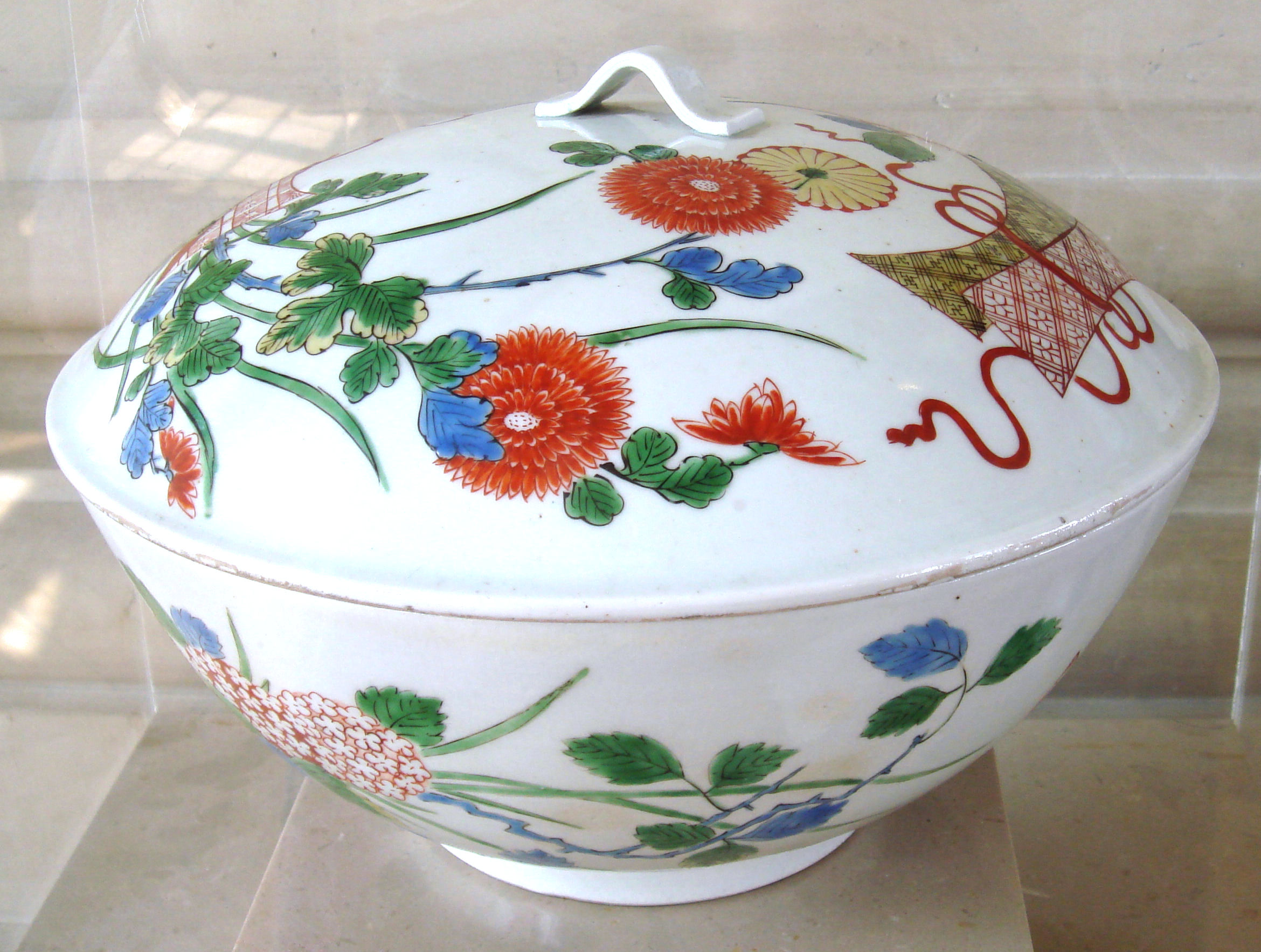
Coppa in porcellana Kakiemon di Imari, Giappone, circa 1640.

Gli oggetti in porcellana in stile Kakiemon (giapponese: 柿右衛門) furono prodotti negli opifici di Arita, nella Prefettura di Saga a partire dalla metà del XVII secolo e avevano molto in comune con quelle cinesi dello stile Famiglia verde. La superba qualità della loro decorazione a smalto li rese molto pregiati in occidente, dove furono abbondantemente imitati dai maggiori produttori europei di porcellana.
Nel 1971 il governo del Giappone li ha dichiarati "patrimonio culturale intangibile".

## L'arte della smaltatura

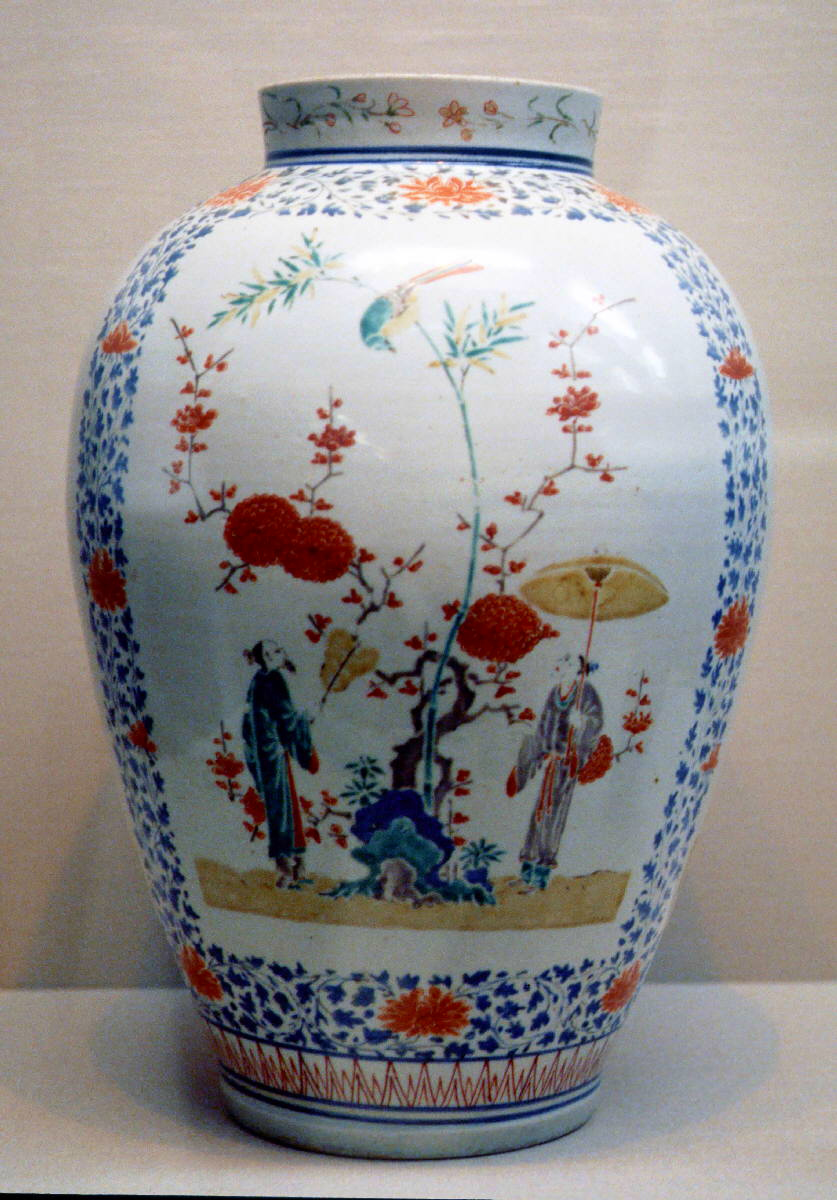
Vaso in porcellana Kakiemon, Imari, Giappone.

Il ceramista giapponese Kakiemon Sakaida (酒井田柿右衛門, 1596–1666) è tradizionalmente considerato come uno dei primi in Giappone a scoprire il segreto della decorazione a smalto sulla porcellana conosciuta come Akae. Il titolo di "Kakiemon" venne concesso a Sakaida dal suo signore feudale per aver disegnato alla perfezione due cachi uguali ed aver sviluppato la propria tavolozza di colori composta da rosso tenue, giallo, blu e verde turchese. Kakiemon viene talvolta utilizzato come termine generico per definire gli oggetti prodotti nei laboratori di Arita servendosi della caratteristica smaltatura sovrapposta e con quello stile decorativo. Tuttavia, le autentiche porcellane Kakiemon sono quelle prodotte dai diretti discendenti del maestro, il cui attuale erede è Sakaida Kakiemon XIV (1934). Cocci ritrovati nel sito di Nangawara dove si trovavano i forni dove si producevano le porcellane Kakiemon mostrano che venivano realizzati anche oggetti decorati in bianco, blu e celadon.
Le decorazioni Kakiemon sono generalmente raffinate e di alta qualità, con motivi asimmetrici ma ben bilanciati. Questi venivano distribuiti sulla superficie in modo apparentemente casuale per esaltare lo sfondo di porcellana bianca conosciuta in Giappone come nigoshide (It. bianco latte), impiegata per i pezzi migliori. Le figure più frequenti rappresentano uccelli, scoiattoli volanti, il tipico soggetto a  quaglie e miglio, i "Tre amici dell'inverno" (il pino, il pruno e il bambù), fiori (soprattutto crisantemi, il fiore nazionale del Giappone) e rappresentazioni di storie come la celebre "Hob nel pozzo" leggenda tradizionale cinese che narra di un saggio che salva un amico caduto in una grande vasca per pesci. Dal momento però che la produzione della porcellana Nigoshide è molto difficile a causa del forte restringimento del materiale ceramico durante la cottura, la produzione fu interrotta dall'inizio del XVIII secolo fino alla metà del XX secolo. In tale periodo i Sakaida Kakiemon produssero normali ceramiche Akae. Furono Sakaida Kakiemon XII e Sakaida Kakiemon XIII a tentare di ricreare la porcellana Nigoshide, riuscendo nell'intento nel 1953. La produzione continua tuttora.

## La porcellana Kakiemon in Europa

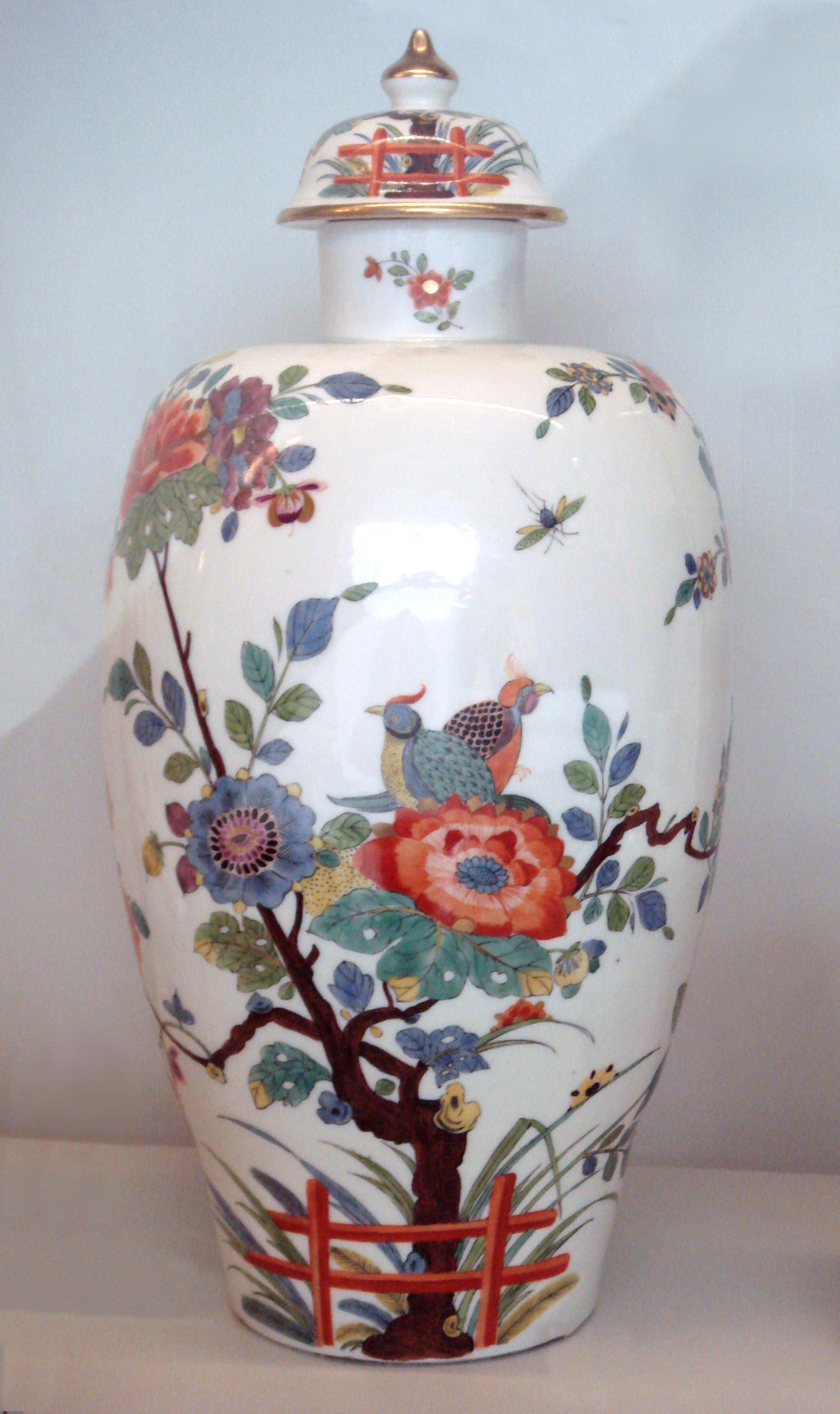
Vaso in porcellana di Meissen, 1735. Decorazione a "Fiori delle indie" a imitazione dello stile Kakiemon.

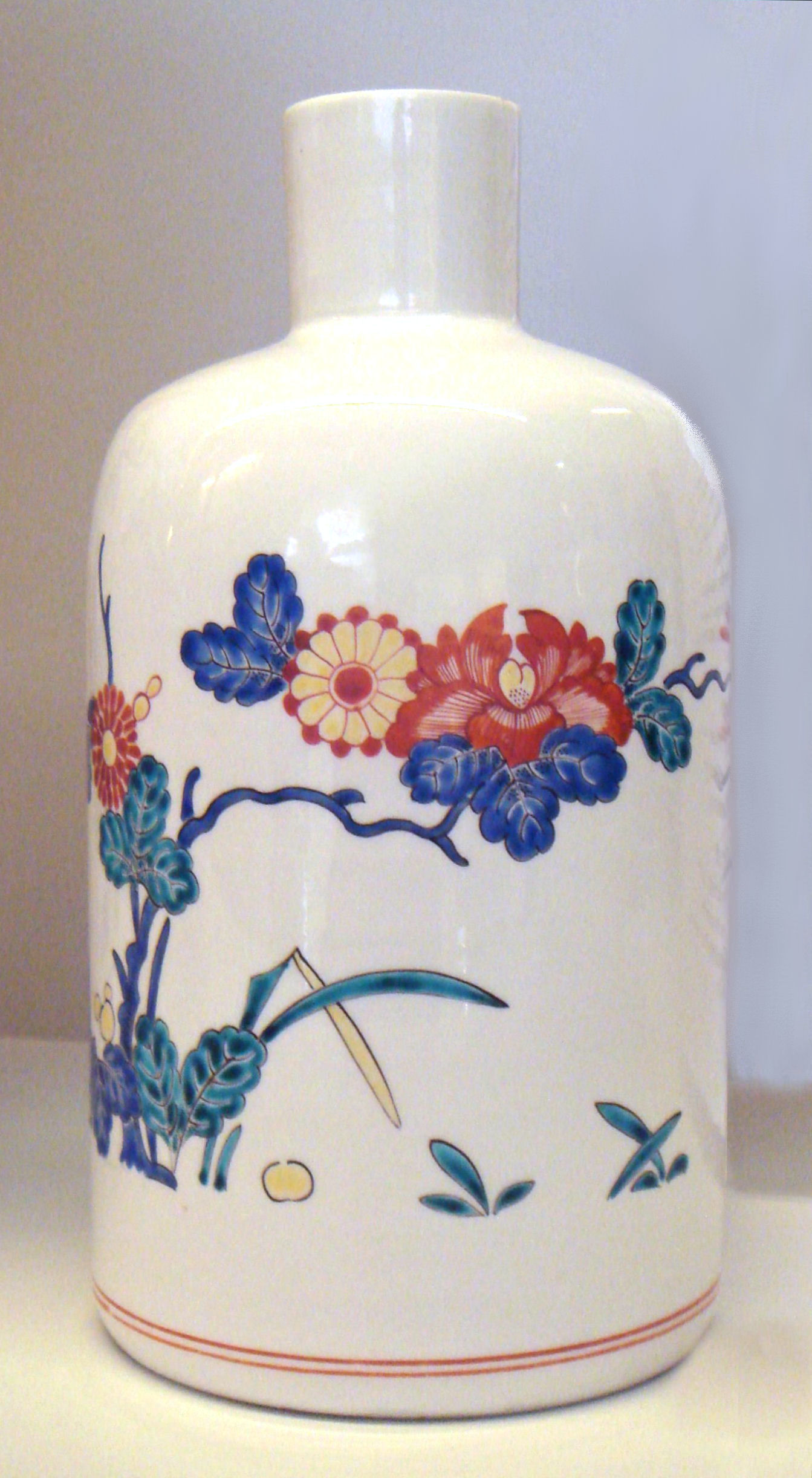
Bottiglia in porcellana di Chantilly realizzata in stile Kakiemon, 1730-1735.

Le porcellane Kakiemon vennero importate in Europa. Sovrani come Augusto II di Polonia e Maria II d'Inghilterra ne possedettero degli esemplari.
Gli oggetti includevano ciotole e piatti, spesso esagonali, ottagonali o scanalati con bordi smerlati. Dei celebri pezzi in porcellana Nigoshide vennero importati solo quelli in forma piana, e non invece vasi, bottiglie, teiere o statuette umane o di animali. I vasi esagonali con coperchio Kakiemon noti come Vasi di Hampton Court hanno preso il nome dalla coppia inventariata in tale palazzo a Londra nel 1696. verso il 1730 tale forma venne copiata a Meißen, in Germania, che nel 1979 ha fatto una sorta di contratto di "gemellaggio" con Arita. Lo stile venne adottato e copiato anche a Chelsea e Worcester verso il 1750  e dalla Samson, Edmé et Cie nel XIX secolo.
Lo stile Kakiemon ispirò alcune tipologie decorative delle manifatture: Du Paquier a Vienna, Chantilly, Mennecy e Saint-Cloud in Francia. Anche in Italia notevole fu l'influenza sulle manifatture di porcellana: in quelle di Vezzi, Cozzi e Nove, nel Veneto; Ginori a Doccia in Toscana; Capodimonte a Napoli. Le Kakiemon esercitarono inoltre la loro influenza sulle ceramiche di Delft e sulle porcellane cinesi da esportazione.

## Membri importanti della famiglia Kakiemon
- Kakiemon Sakaeda, il 1° Kakiemon
- Sakaida Kakiemon XII
- Sakaida Kakiemon XIV, nominato tesoro nazionale vivente in Giappone